# 유리스 하르트마니스
유리스 하르트마니스(Juris Hartmanis, 1928년 7월 7일~2022년 7월 29일)는 라트비아의 컴퓨터 과학자이다.
리가에서 태어났고, 제2차 세계 대전 때에는 독일로 피신했다.